# Schloss Hardeck

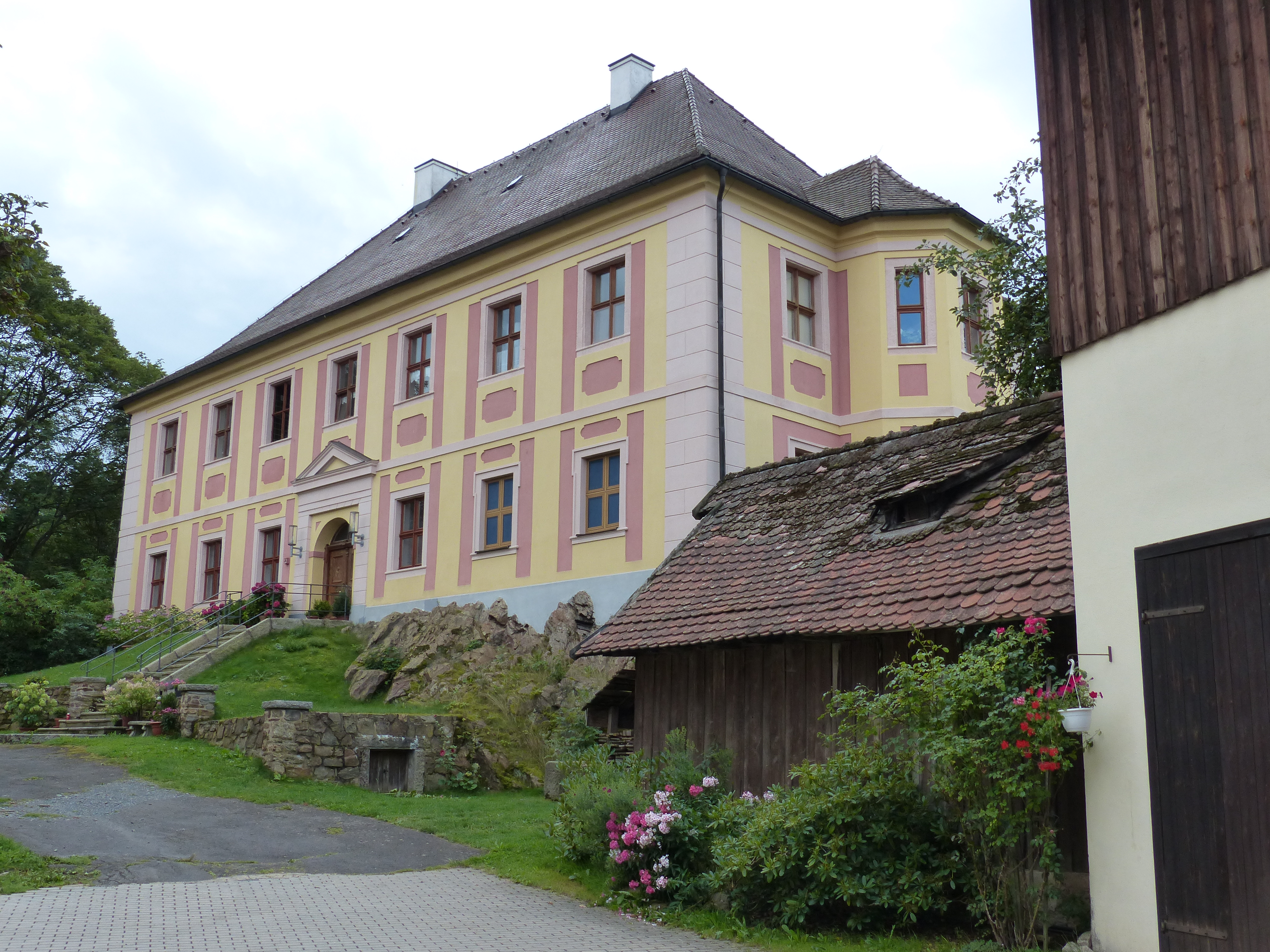
Schloss Hardeck (2015)

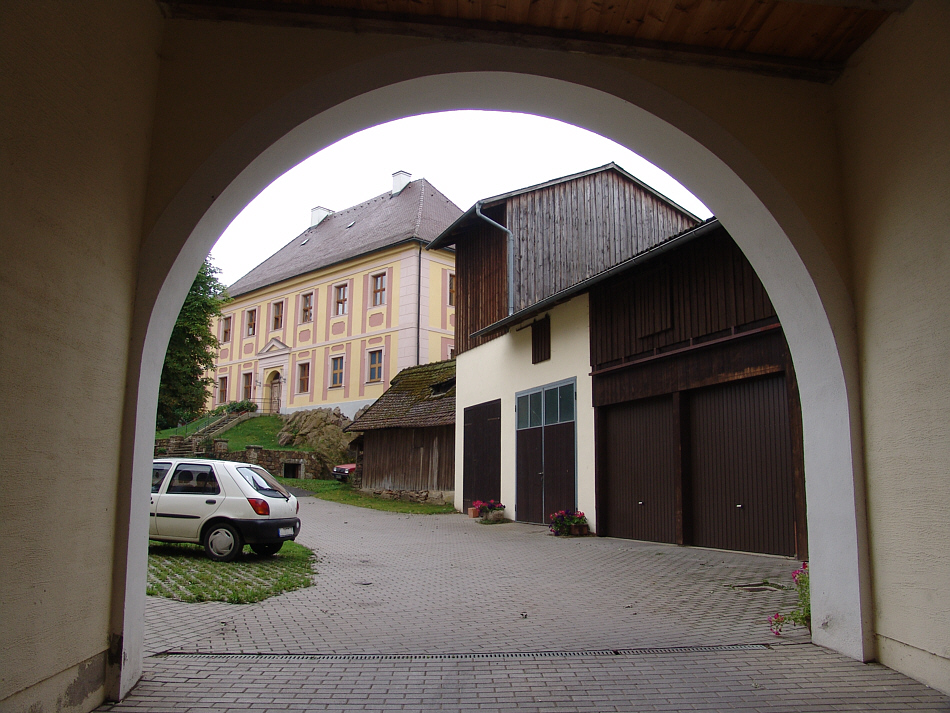
Blick auf Schloss Hardeck

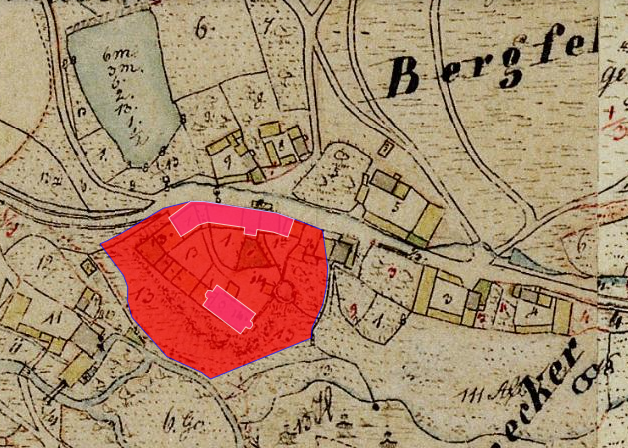
Lageplan von Schloss Hardeck auf dem Urkataster von Bayern

Das Schloss Hardeck befindet sich in Hardeck (Hardeck 1), einem Gemeindeteil der Markt Bad Neualbenreuth im Landkreis Tirschenreuth in der Oberpfalz. Es ist 24 mal 12 Meter groß, steht auf einer 15 Meter hohen steilaufragenden Felsnase aus Granitschiefer inmitten von parkähnlichen Anlagen mit schönem Ausblick in die südliche Landschaft und ist unter der Aktennummer D-3-77-142-40 als Baudenkmal verzeichnet. „Archäologische Befunde des Mittelalters und der frühen Neuzeit im Bereich des ehem. Schlosses Hardeck, zuvor mittelalterliche Burg.“ werden zudem als Bodendenkmal unter der Aktennummer D-3-6040-0022 geführt.

## Geschichte

### Dorf und Burg Hardeck
Die bäuerlichen Anwesen des Dorfes Hardeck gruppieren sich um das Schloss Hardeck, eine ehemalige Reichsburg, 1238 erstmals erwähnt, die einst zum Burgenkranz der Staufer um die Kaiserburg in Eger, dem heutigen Cheb in Tschechien gehörte. Burg Hardeck war bis in das 18. Jahrhundert Sitz des Gerichts- und Pflegamtes in der Frais und Sommer- und Jagdsitz der Äbte des Klosters Waldsassen und wurde zu einem kleinen Schloss umgebaut. Das Amtsschloss (Haus Nr. 14) sollte nach der Säkularisation in Bayern 1803 verkauft werden. Da sich kein Käufer fand, wurde das Schlossgebäude bis 1848 vermietet, dann erwarb es der Färbermeister Johann Ruderer, der eine Färberei einrichtete. Das Schlossgebäude ist heute im Besitz seiner Nachkommen.

### 13. und 14. Jahrhundert
Das jetzige Schloss Hardeck bei Bad Neualbenreuth war eine mittelalterliche Burganlage und wurde Anfang des 14. Jahrhunderts als „castrum Hardekke“, 1434 als „veste Hardeckh“ und als „munitio Hardeck“ bezeichnet. Wann und von wem sie erbaut wurde, ist unbekannt. Der Name lässt sich in seiner Entstehung auf mittelhochdeutsch Hardt (Hart) (Bergwald, waldiger Höhenzug) mit einem Eck (einer Ecke, einer scharfen Kante) zurückführen. Möglicherweise war die Burg im 13. Jahrhundert ein Ministerialensitz der Reichsstadt Eger an der Grenze des Siedlungsgebietes der westslawischen Choden und ein Stützpunkt im Nordgau. Als sich 1289 Rudolf I. von Habsburg und König Wenzel II. von Böhmen trafen, wurde im Gefolge ein Albrecht von Hardeck erwähnt, der aber vermutlich aus der reichsunmittelbaren Grafschaft Hardegg in Niederösterreich und der dortigen Burg Hardegg stammt und nicht von der Burg Hardeck in der Oberpfalz.
Als Besitzer der Burg Hardeck in der Oberpfalz werden die Herren von Liebenstein auf Burg Liebenstein, seit 1309 die Falkenberger auf Burg Falkenberg und die Landgrafen von Leuchtenberg genannt. Eine gesicherte Erwähnung von Hardeck stammt aus dem Jahr 1298, als das Kloster Waldsassen die Burg Liebenstein und alles, was den Liebensteinern in Waldsassen und was ihnen zwischen Hardeck und Liebenstein gehörte („quidquid infra Waldsassen et de Hardekke usque in Libenstein foedale est“) in Besitz nahm und in sein Stiftland eingliederte. Im Jahr 1316 wurde die Burg Hardeck mit den zugehörigen erbuntertänigen Dörfern, deren Einkünfte aus Frondiensten und sonstigen Verpflichtungen im Gebiet der Frais von den Leuchtenbergern dem Kloster Waldsassen mit der Begründung verkauft: „Es solle nicht so sein, dass die innige Freundschaft zwischen Ulrich I. von Leuchtenberg und dem Abt Johann III. von Waldsassen dadurch gestört wird, wenn Leuchtenberger Leute und Knechte zum Schloss Hardeck zögen und wieder heimkehrten“.  Johann III. von Elbogen († 1329), Abt des Klosters Waldsassen, verbrachte seinen Lebensabend auf der Burg Hardeck und hatte neben der Kapelle des heiligen Jakobus eine seiner Würde entsprechende Wohnung.